# امامزاده علی سادات
امامزاده علی سادات مربوط به سدهٔ ۷ و ۸ ه‍.ق است و در شهرستان کهگیلویه، بخش چرام، روستای امامزاده علی سادات واقع شده و این اثر در تاریخ ۳۰ دی ۱۳۵۳ با شمارهٔ ثبت ۱۰۲۳ به‌عنوان یکی از آثار ملی ایران به ثبت رسیده است.